# Eugen Doga
Eugen Doga, Jewgienij Dmitrijewicz Doga (ros. Евге́ний Дми́триевич До́га, ur. 1 marca 1937, zm. 3 czerwca 2025) – radziecki i mołdawski kompozytor.

## Wybrana muzyka filmowa

### Filmy fabularne
- 1972: Lautarzy
- 1976: Tabor wędruje do nieba
- 1978: Dramat na polowaniu
- 1984: Po co człowiekowi skrzydła[2]
- 1984: Jak to z Sieńką było
- 1985: Krąg taneczny

### Filmy animowane
- 1981: Maria i Mirabela
- 1982: O białej róży, która umiała się czerwienić

## Nagrody
- Dwukrotny laureat nagrody „Owacja”[3]:
  - Nagroda „Owacja” za wkład w rozwój kultury międzynarodowej (2001)[4]
  - Nagroda „Owacja” w nominacji "Muzyka w kinie" (2007)[5]
- Nagroda „Skarbnica Ojczyzny” (ros. Премия «Сокровищница Родины») (2005)[6][7]
- Wszechrosyjska Nagroda „Latarnie Morskie Ojczyzny” (ros. Всероссийская премия "Маяки Отчизны") (2007)[8]

## Odznaczenia
- Zasłużony Działacz Sztuk Mołdawskiej SRR (1974)
- Ludowy Artysta Mołdawskiej SRR (1984)
- Ludowy Artysta ZSRR (1987)
- Order Republiki (Mołdawia, 1997)[9][10]
- Order „Danaker” (Kirgistan, 2007)[11]
- Order Za Zasługi dla Ojczyzny IV klasy (2008)[12]
- Wielki Oficer Orderu Wiernej Służby (Rumunia, 2014)[13]